# 第十一回
《第十一回》（英語：The Eleventh Chapter），中国大陆喜剧片，导演和编剧是陈建斌，周迅、陈建斌领衔主演。

## 剧情
30年前一桩杀人案，被市话剧团拿来改编成舞台剧，马福礼（陈建斌 饰）作为杀人案的当事人，旧事重提让他的生活再起波澜。马福礼一边忙着和话剧团导演胡昆汀（大鹏 饰）纠缠掰理，一边找律师翻案寻求清白，还要忙着调和妻子金财铃（周迅 饰）和女儿金多多（窦靖童 饰）剑拔弩张的关系……

## 演员
- 陈建斌 出演 马福礼
- 周迅 出演 金财铃
- 大鹏 出演 胡昆汀
- 窦靖童 出演 金多多
- 春夏 出演 贾梅怡
- 刘金山 出演 苟也武
- 于谦 出演 傅库司
- 贾冰 出演 屁哥
- 宋佳 出演 甄曼玉

## 上映
2021年4月2日，该片在中国大陆上映。

## 奖项
| 年份 | 颁奖礼                               | 奖项                   | 入围者                       | 结果 | 备注  |
| ---- | ------------------------------------ | ---------------------- | ---------------------------- | ---- | ----- |
| 2019 | 第9届北京国际电影节                  | 最佳编剧奖             | 牛建荣、牛牛、陈建斌、雷志龙 | 獲獎 | [ 3 ] |
| 2019 | 第9届北京国际电影节                  | 最佳女配角奖           | 窦靖童                       | 獲獎 | [ 3 ] |
| 2024 | 中国电影导演协会2020年至2023年度表彰 | 年度男演员（2021年度） | 陈建斌                       | 獲獎 |       |
| 2024 | 中国电影导演协会2020年至2023年度表彰 | 年度女演员（2021年度） | 周迅                         | 獲獎 |       |